# Море (Дебюссі)
Море (фр. La Mer) — п'єса для оркестру у трьох частинах Клода Дебюссі, написана 1905 року.
Дебюссі вважав, що красу природи неможливо імітувати звуком, можна лише передати її настрій, радість від її споглядання. Він писав: «Музикант повинен чути найтихіші звуки і шепіт природи, мусить схоплювати у тони враження, що будять в ньому життя навколишнього світу: плескіт крапель дощу, приголомшуюча атмосфера південної ночі, відображення світла на воді чи радісний гул святкової забави».
Критично оцінюючи малювання натури засобами музики, Дебюссі мав намір написати твір, вільний від того. Говорячи в багатьох статтях про його підхід до симфонічної форми, хотів також, щоб композиція відповідала його теоретичним поглядам. Так постала симфонічна картина Море.
Твір складається з трьох частин:
1. Від світанку до півдня на морі (фр. De l'aube à midi sur la mer)
2. Гра хвиль (фр. Jeu de vagues)
3. Розмова вітру з морем (фр. Dialogue du vent et de la mer)

Цей твір був одним з найулюбленіших творів Ріхтера. Піаніст писав:

| «П'єса, яку я ставлю в один ряд зі Страстями за Матвієм і Кільцем Нібелунга, як одну з моїх улюблених робіт… Чи стомлюсь я коли-небудь його слухати, споглядати його і дихати його атмосферою? І кожного разу робити це наче вперше! Це загадка, це диво природного відтворення, навіть більше, чиста магія»![1] |